# The Fall Guy (televisieserie)
The Fall Guy is een Amerikaanse komische actieserie rond de stuntman Colt Seavers.  De serie werd van 1981 tot 1986 op de Amerikaanse, Belgische en Duitse televisie uitgezonden. In Nederland waren er in 1981 enkele afleveringen uit het eerste seizoen bij de TROS te zien. De titelsong - The Unknown Stuntman, gezongen door hoofdrolspeler Lee Majors - werd een hit in Duitsland waar de serie door ZDF werd uitgezonden als Ein Colt für alle Fälle (Een Colt voor alle Situaties).

## Rolverdeling
| Acteur         | Personage      |
| -------------- | -------------- |
| Lee Majors     | Colt Seavers   |
| Douglas Barr   | Howie Munson   |
| Heather Thomas | Jody Banks     |
| Terry Kiser    | Craig Rogers   |
| Doug McClure   | Tony           |
| Michael Pataki | Braden         |
| Robert Tessier | Garvey         |
| Sid Haig       | Arnie          |
| Bill McKinney  | Nick Starret   |
| Judith Chapman | Kay Faulkner   |
| Dick Durock    | Crapshooter    |
| Red West       | Ace Madden     |
| Gary Lockwood  | LaRue          |
| Jock Mahoney   | Wild Dan Wilde |
| Robert Donner  | Edmund Trench  |